# 国防省 (スウェーデン)
国防省（スウェーデン語：Försvarsdepartementet）は、スウェーデンの政府を構成する省庁であり、国家防衛を担当する。ストックホルムに所在する。

## 組織
以下の部局について管轄している。
- スウェーデン軍(Försvarsmakten)：陸海空三軍および郷土防衛隊からなる。
- 国防需品管理局(Försvarets materielverk)：需品管理。ストックホルム所在。
- 兵役管理局(Pliktverket)：募兵および徴兵業務の管理、義務兵役の訓練、良心的兵役拒否者に対する代替役務などを担当。カールスタード所在。
- 国防大学（スウェーデン語版、英語版）(Försvarshögskolan)：士官および予備士官の養成。
- 国防電波局：シギント機関。
- 国防調査局(Totalförsvarets forskningsinstitut)：国防に関する調査・研究機関。
- 沿岸警備隊(Kustbevakningen)：領海および排他的経済水域、一部湖水域における監視業務。
- 危機管理局(Krisberedskapsmyndigheten)：有事・緊急事態における関連機関の調整、有事・緊急事態対処計画の企画・立案を担当する。2002年7月に民間危機対応局と国家心理防衛委員会の一部が統合して設立された。
- 救難局(Räddningsverket)：救難サービスの提供。カールスタード所在。
- 国家心理防衛委員会(Styrelsen för psykologiskt försvar)：有事における広報計画と平時における政府機関の広報方法に関するアドバイスを行う。
- 事故調査委員会(Statens haverikommission)：各種事故の原因究明・調査にあたる。